# Александров Кујавски
Александров Кујавски је град у Кујавско-поморском војводству

## Историја
Град је настао 1862. године као погранична железничка станицана путу Кутно-Торуњ. Сттус града добија 1879. године.
Током немачке окупације Пољске, између октобра 1939. и јануара 1940. Немци су убили многе Пољаке из града у оближњој шуми Одолион.[8] Октобра 1939. Немци су ухапсили пет салезијанаца из града, а 1940. протерали 735 Пољака, чије су куће, радионице и канцеларије потом предате немачким колонистима у оквиру политике Лебенсраум.

## Демографија
| 2005.  | 2010.  | 2012.  |
| ------ | ------ | ------ |
| 12.937 | 12.775 | 12.540 |

## Индустрија
Александров је средиште металне индустрије. Такође добро је развијена и полиграфска индустрија, прехрамбена и дрвна индустрија.

## Саобраћај
Град лежи на прузи Кутно-Торуњ, На истоку од града пролази међународну пут Гдањск-Ћешин.

## Партнерски градови
- Иванчице